# Rally van Ierland 2009
De Rally van Ierland 2009, formeel 4th Rally Ireland, was de 4e editie van de Rally van Ierland en de eerste ronde van het wereldkampioenschap rally in 2009. Het was de 455e rally in het wereldkampioenschap rally die georganiseerd wordt door de Fédération Internationale de l'Automobile (FIA). De start en finish was in Sligo.

## Programma
| Etappe | Datum               | Klassementsproeven | Competitieve afstand |
| ------ | ------------------- | ------------------ | -------------------- |
| 1      | Vrijdag 30 januari  | 8                  | 164,53 kilometer     |
| 2      | Zaterdag 31 januari | 6                  | 133,36 kilometer     |
| 3      | Zondag 1 februari   | 5                  | 51,76 kilometer      |
|        |                     |                    |                      |
| Totaal | Totaal              | 19                 | 349,65 kilometer     |

## Resultaten
| Algemene top tien | Algemene top tien | Algemene top tien | Algemene top tien                  | Algemene top tien | Algemene top tien | Algemene top tien | Algemene top tien |
| Pos.              | #                 | Rijder            | Auto                               | Gr/kl             | Tijd              | Eerste            | Punten            |
| Pos.              | #                 | Navigator         | Inschrijving                       | C                 | Straftijd         | Vorige            | Punten            |
| ----------------- | ----------------- | ----------------- | ---------------------------------- | ----------------- | ----------------- | ----------------- | ----------------- |
| 1.                | 1                 | Sébastien Loeb    | Citroën C4 WRC                     | A8                | 2:48:25,7         | 0:00              | 10                |
| 1.                | 1                 | Daniel Elena      | Citroën Total WRT                  | C                 |                   | =                 | 10                |
| 2.                | 4                 | Daniel Sordo      | Citroën C4 WRC                     | A8                | 2:49:53,6         | + 1:27,9          | 8                 |
| 2.                | 4                 | Marc Martí        | Citroën Total WRT                  | C                 |                   | + 1:27,9          | 8                 |
| 3.                | 3                 | Mikko Hirvonen    | Ford Focus RS WRC 08               | A8                | 2:50:33,5         | + 2:07,8          | 6                 |
| 3.                | 3                 | Jarmo Lehtinen    | BP Ford Abu Dhabi World Rally Team | C                 |                   | + 39,9            | 6                 |
| 4.                | 6                 | Henning Solberg   | Ford Focus RS WRC 08               | A8                | 2:54:58,1         | + 6:32,4          | 5                 |
| 4.                | 6                 | Cato Menkerud     | Stobart VK Ford Rally Team         | C                 |                   | + 4:24,6          | 5                 |
| 5.                | 7                 | Chris Atkinson    | Citroën C4 WRC                     | A8                | 2:56:17,6         | + 7:51,9          | 4                 |
| 5.                | 7                 | Stéphane Prévot   | Citroën Junior Team                | C                 |                   | + 1:19,5          | 4                 |
| 6.                | 11                | Sébastien Ogier   | Citroën C4 WRC                     | A8                | 2:59:09,7         | + 10:44,0         | 3                 |
| 6.                | 11                | Julien Ingrassia  | Citroën Junior Team                | A8                |                   | + 2:52,1          | 3                 |
| 7.                | 16                | Matthew Wilson    | Ford Focus RS WRC 08               | A8                | 2:59:49,5         | + 11:23,8         | 2                 |
| 7.                | 16                | Scott Martin      | Stobart VK Ford Rally Team         | A8                |                   | + 39,8            | 2                 |
| 8.                | 9                 | Khalid Al-Qassimi | Ford Focus RS WRC 08               | A8                | 3:02:33,6         | + 14:07,9         | 1                 |
| 8.                | 9                 | Michael Orr       | BP Ford Abu Dhabi World Rally Team | A8                |                   | + 2:44,1          | 1                 |
| 9.                | 17                | Eamonn Boland     | Subaru Impreza S12B WRC 07         | A8                | 3:03:49,1         | + 15:23,4         |                   |
| 9.                | 17                | Damien Morrissey  | Eamonn Boland                      | A8                |                   | + 1:15,5          |                   |
| 10.               | 5                 | Urmo Aava         | Ford Focus RS WRC 08               | A8                | 3:04:01,1         | + 15:35,4         |                   |
| 10.               | 5                 | Kuldar Sikk       | Stobart VK Ford Rally Team         | C                 |                   | + 12,0            |                   |
| DNF top tien      |                   |                   |                                    |                   |                   |                   |                   |
| Pos.              | #                 | Rijder            | Auto                               | Gr/kl             | KP                | Reden             | Reden             |
| Pos.              | #                 | Navigator         | Inschrijving                       | C                 | KP                | Reden             | Reden             |
| DNF               | 18                | Gareth MacHale    | Ford Focus RS WRC 04               | A8                | 15                | Mechanisch        | Mechanisch        |
| DNF               | 18                | Brian Murphy      | Gareth MacHale                     | A8                | 15                | Mechanisch        | Mechanisch        |
| DNF               | 22                | Austin MacHale    | Ford Focus RS WRC 03               | A8                | 9                 | Onbekend          | Onbekend          |
| DNF               | 22                | Dermot O'Gorman   | Austin MacHale                     | A8                | 9                 | Onbekend          | Onbekend          |
| DNF               | 36                | Hans Weijs jr.    | Citroën C2 S1600                   | A6                | 14                | Ongeluk           | Ongeluk           |
| DNF               | 36                | Björn Degandt     | KNAF Talent First                  | A6                | 14                | Ongeluk           | Ongeluk           |
| DNF               | 60                | Ross Forde        | Suzuki Swift Sport                 | N2                | 17                | Mechanisch        | Mechanisch        |
| DNF               | 60                | Aaron Forde       | Ross Forde                         | N2                | 17                | Mechanisch        | Mechanisch        |
| DNF               | 61                | Niall McShea      | Proton Satria Neo S2000            | N4                | 14                | Ongeluk           | Ongeluk           |
| DNF               | 61                | Marshall Clarke   | Niall McShea                       | N4                | 14                | Ongeluk           | Ongeluk           |
| EX                | 65                | Alan Ring         | Mitsubishi Lancer Evo IX           | N4                | 18                | Uitgesloten       | Uitgesloten       |
| EX                | 65                | Adrien Deasy      | Alan Ring                          | N4                | 18                | Uitgesloten       | Uitgesloten       |
| DNF               | 68                | Alastair Fisher   | Ford Fiesta ST                     | N3                | 13                | Ongeluk           | Ongeluk           |
| DNF               | 68                | Barry McNulty     | Alastair Fisher                    | N3                | 13                | Ongeluk           | Ongeluk           |
| DNF               | 73                | Ian Hynes         | Honda Civic Type-R                 | N3                | 1                 | Niet gestart      | Niet gestart      |
| DNF               | 73                | Desmond Sherlock  | Ian Hynes                          | N3                | 1                 | Niet gestart      | Niet gestart      |

| JWRC top drie | JWRC top drie     | JWRC top drie |
| Pos.          | Rijder            | Pnt.          |
| ------------- | ----------------- | ------------- |
| 1             | Aaron Burkart     | 10            |
| 2             | Martin Prokop     | 8             |
| 3             | Simone Bertolotti | 6             |

## Statistieken

#### Klassementsproeven
| Etappe | Datum      | KP | Starttijd | Naam             | Lengte   | Snelste rijder     | Tijd          | Gem. snelheid | Rallyleider        |
| ------ | ---------- | -- | --------- | ---------------- | -------- | ------------------ | ------------- | ------------- | ------------------ |
| 1      | 30 januari | 1  | 8:13      | Glenboy 1        | 22,25 km | Jari-Matti Latvala | 12:44,0       | 104,84 km/u   | Jari-Matti Latvala |
| 1      | 30 januari | 2  | 9:01      | Cavan 1          | 15,09 km | Sébastien Loeb     | 8:31,5        | 106,21 km/u   | Urmo Aava          |
| 1      | 30 januari | 3  | 9:42      | Aughnasheelan 1  | 25,19 km | Sébastien Loeb     | 14:35,2       | 103,62 km/u   | Urmo Aava          |
| 1      | 30 januari | 4  | 13:02     | Glenboy 2        | 22,25 km | Sébastien Loeb     | 11:37,4       | 114,86 km/u   | Sébastien Loeb     |
| 1      | 30 januari | 5  | 13:50     | Cavan 2          | 15,09 km | Sébastien Loeb     | 7:40,5        | 117,97 km/u   | Sébastien Loeb     |
| 1      | 30 januari | 6  | 14:31     | Aughnasheelan 2  | 25,19 km | Sébastien Loeb     | 13:44,6       | 109,97 km/u   | Sébastien Loeb     |
| 1      | 30 januari | 7  | 18:54     | Murley           | 24,70 km | Neutralisatie      | Neutralisatie | Neutralisatie | Sébastien Loeb     |
| 1      | 30 januari | 8  | 19:39     | Fardross         | 14,77 km | Neutralisatie      | Neutralisatie | Neutralisatie | Sébastien Loeb     |
|        |            |    |           |                  |          |                    |               |               | Sébastien Loeb     |
| 2      | 31 januari | 9  | 8:13      | Sloughan Glen 1  | 27,76 km | Sébastien Loeb     | 14:43,3       | 113,14 km/u   | Sébastien Loeb     |
| 2      | 31 januari | 10 | 9:06      | Ballinamallard 1 | 25,46 km | Sébastien Loeb     | 13:02,1       | 117,19 km/u   | Sébastien Loeb     |
| 2      | 31 januari | 11 | 9:49      | Tempo 1          | 13,46 km | Sébastien Loeb     | 7:33,1        | 106,94 km/u   | Sébastien Loeb     |
| 2      | 31 januari | 12 | 13:57     | Sloughan Glen 2  | 27,76 km | Mikko Hirvonen     | 14:33,9       | 114,36 km/u   | Sébastien Loeb     |
| 2      | 31 januari | 13 | 14:50     | Ballinamallard 2 | 25,46 km | Sébastien Loeb     | 12:51,4       | 118,82 km/u   | Sébastien Loeb     |
| 2      | 31 januari | 14 | 15:33     | Tempo 2          | 13,46 km | Sébastien Loeb     | 7:30,1        | 107,66 km/u   | Sébastien Loeb     |
|        |            |    |           |                  |          |                    |               |               | Sébastien Loeb     |
| 3      | 1 februari | 15 | 8:35      | Geevagh          | 11,48 km | Mikko Hirvonen     | 6:11,3        | 111,31 km/u   | Sébastien Loeb     |
| 3      | 1 februari | 16 | 9:00      | Arigna           | 10,80 km | Sébastien Loeb     | 6:03,6        | 106,93 km/u   | Sébastien Loeb     |
| 3      | 1 februari | 17 | 9:51      | Lough Gill       | 13,51 km | Mikko Hirvonen     | 6:27,0        | 125,67 km/u   | Sébastien Loeb     |
| 3      | 1 februari | 18 | 12:09     | Donegal Bay      | 14,47 km | Mikko Hirvonen     | 8:09,7        | 106,38 km/u   | Sébastien Loeb     |
| 3      | 1 februari | 19 | 13:10     | Donegal Town     | 1,50 km  | Mikko Hirvonen     | 1:08,1        | 79,30 km/u    | Sébastien Loeb     |

| KP overwinningen   | KP overwinningen |
| Rijder             | Aantal           |
| ------------------ | ---------------- |
| Sébastien Loeb     | 11               |
| Mikko Hirvonen     | 5                |
| Jari-Matti Latvala | 1                |

## Kampioenschap standen

#### Rijders
| Pos. | Rijder          | Pnt. |
| ---- | --------------- | ---- |
| 1    | Sébastien Loeb  | 10   |
| 2    | Daniel Sordo    | 8    |
| 3    | Mikko Hirvonen  | 6    |
| 4    | Henning Solberg | 5    |
| 5    | Chris Atkinson  | 4    |

#### Constructeurs
| Pos. | Constructeur                       | Pnt. |
| ---- | ---------------------------------- | ---- |
| 1    | Citroën Total WRT                  | 18   |
| 2    | BP Ford Abu Dhabi World Rally Team | 8    |
| 3    | Stobart VK Ford Rally Team         | 8    |
| 4    | Citroën Junior Team                | 5    |

- Noot: Enkel de top 5-posities worden in beide standen weergegeven.